# Wubinya Winsa
Wubinya Winsa (chinesisch 伍并亚•温撒, Pinyin Wubingya Wensa; * November 1929; † 18. Oktober 2002) aus der Dai-Nationalität war ein buddhistischer Mönch aus der Theravada-Tradition und nationaler Politiker. Er stammt aus dem Kreis Ruili von Dehong in Yunnan. Von 1958 bis 1982 verbreitete er den Buddhismus in Burma. Er kehrte 1983 zurück und setzte seine Tätigkeit als Abt des Hansa-Tempels in Ruili fort und diente als Vorsitzender der Buddhistischen Gesellschaft von Ruili. Er war stellvertretender Vorsitzender der Chinesischen Buddhistische Gesellschaft und Mitglied der  Politischen Konsultativkonferenz des chinesischen Volkes.